# Jean-Marie Huriez
Jean-Marie Huriez est un footballeur français né le 7 mars 1971 à Béthisy-Saint-Pierre (Oise) reconverti comme entraîneur.

## Biographie
Jean-Marie Huriez grandit à Béthisy-Saint-Pierre entouré de son petit frère Jean-François et de sa petite sœur Élodie. Il eut trois enfants, Jade, Mano et Gabi. C'est là-bas que sa carrière de footballeur commence en tant que milieu terrain au Stade Compiégnois. Il quitte cette petite bourgade à l'âge de 16 ans pour rejoindre les Chamois Niortais. 
La carrière professionnelle de footballeur de Jean-Marie Huriez se résume à deux clubs : les Chamois niortais (1987-1991) et l'AS Nancy-Lorraine (1991-1992).
Joueur pendant sept saisons (1997-2004) puis entraîneur-adjoint (à partir de 2004), il obtient en février 2006 le BEES 2e degré. En 2009 il est nommé entraîneur de l'AS Cherbourg en remplacement de Noël Tosi de 2009 à 2013,, il devient ensuite entraîneur adjoint du Stade Malherbe de Caen en juin 2013. Il y seconde Patrice Garande en remplacement de Pape Fall.
Le 22 juin 2020, il devient ensuite entraîneur adjoint du Toulouse FC. Il y seconde Patrice Garande nommé entraîneur pour la saison 2020-2021. Le 2 juin 2021, le club se sépare de lui et de son de Patrice Garande. 
Le 23 août 2021 il est nommé entraineur adjoint de Patrice Garande à Dijon FCO. 
Le 13 juin 2022 il est officiellement nommé entraineur principal d'Is-Selongey Football à la suite du départ d'Alain Fiard. 
À la suite de cette saison 2022-2023, il obtient d'excellents résultats en maintenant le club terminant 5 ème du championnat de National 3. Ce fut un record pour le club de terminer à cette position.

## Carrière

### Joueur
- 1987-1988 :  AFC Compiègne
- 1988-1991 :  Chamois Niortais
- 1991-1992 :  AS Nancy-
Lorraine
- 1992-1996 :  SO Châtellerault
- 1996-1997 :  Saint-Christophe Châteauroux
- 1997 :  UA Cognac
- 1997-2004 :  AS Cherbourg

### Entraîneur
- 2009-2013 :  AS Cherbourg
- 2013-2018 :  Stade Malherbe Caen (adjoint)
- 2020-2021 :  Toulouse FC (adjoint)
- 2021-2022 :  Dijon Football Côte-d'Or (adjoint)
- 2022- :  Is-Selongey Football